# Kōta Kawano
Kōta Kawano (japanisch 河野 孝汰 Kawano Kōta; * 12. August 2003 in Shunan) ist ein japanischer Fußballspieler.

## Karriere
Kawano erlernte das Fußballspielen in der Jugendmannschaft von Renofa Yamaguchi FC. Seinen ersten Vertrag unterschrieb er 2019 beim Renofa Yamaguchi FC. Der Verein spielte in der zweithöchsten Liga des Landes, der J2 League.